# 32 Водолея
32 Водолея (лат. 32 Aquarii, HD 209625) — двойная звезда в созвездии Водолея на расстоянии приблизительно 226 световых лет (около 69 парсеков) от Солнца. Видимая звёздная величина звезды — +5,271m. Возраст звезды оценивается как около 465 млн лет. Орбитальный период — около 7,832 суток.

## Характеристики
Первый компонент — белая Am-звезда спектрального класса A5IV. Масса — около 1,69 солнечной, радиус — около 2,97 солнечных, светимость — около 29,4 солнечных. Эффективная температура — около 7976 К.